# 446. п. н. е.

## Рођења
- ~ Марко Фурије Камил (Marcus Furius Camillus), римски државник и војсковођа, слављен у каснијој традицији као Други оснивач Рима.